# Druga szansa

Druga szansa est une série dramatique polonaise diffusée sur TVN et disponible sur la plateforme VOD Player du 15 février 2016 au 14 mai 2018.
La série a été nommée pour Telekamery (pl) 2017 dans la catégorie « Séries ».
En avril 2018, TVN a annoncé que la cinquième saison de la série serait la dernière.

## Sujet
Monika (Małgorzata Kożuchowska) est une productrice de cinéma et agent de stars. Avec son fiancé, Jakub (Rafał Królikowski), elle dirige l'agence « ZEIT Studio ». La vie de l'héroïne change radicalement au retour d'une réunion d'affaires, lorsqu'elle est arrêtée par la police pour possession et trafic de substances psychoactives. Un étrange colis qui était un cadeau d'anniversaire est retrouvé dans sa voiture. Monica parvient à être libérée sous caution, mais elle ne réalise pas que ses ennuis ne sont pas encore terminés.

## Distribution

### Rôles principaux
| Acteur                  | Rôle             | Statut                  |
| ----------------------- | ---------------- | ----------------------- |
| Malgorzata Kożuchowska  | Monika Borecka   | 2016–2018 (saisons 1–5) |
| Rafal Krolikowski       | Jacob Zeit       | 2016–2018 (saisons 1–5) |
| Magdalena Boczarska     | Sarah Daymer     | 2016–2018 (saisons 1–5) |
| Barthélemy Topa         | Adam Swenson     | 2016–2018 (saisons 2–5) |
| Wojciech Mecwaldowski   | Grzegorz Rak     | 2016–2018 (saisons 1–5) |
| Michal Zurawski         | Piotr Marczak    | 2017–2018 (saisons 4–5) |
| Catherine Herman        | Anna Starczynska | 2016–2018 (saisons 1–5) |
| Maciej Musialowski      | Ksawery Krynski  | 2016–2018 (saisons 1–5) |
| Magdalena Berus         | Justyna Iwaniuk  | 2016–2018 (saisons 1–5) |
| Malgorzata Zajączkowska | Nina Iwaniuk     | 2016–2017 (saisons 1–4) |
| Magdalena Różczka       | Kaska            | 2017–2018 (saisons 4–5) |
| Barthélemy Swiderski    | Marcin Krynski   | 2016–2017 (saisons 1–3) |
| Maja Ostaszewska        | Lidka Borecka    | 2016–2017 (saisons 1–3) |
| Tamara Arciuch          | Kinga Kryńska    | 2016 (saisons 1–2)      |

### Rôles secondaires
| Acteur                     | Rôle                                        | Statut                     |
| -------------------------- | ------------------------------------------- | -------------------------- |
| Monika Mariotti            | Ola Bajewicz                                | 2016–2018 (saisons 1–5)    |
| Cezary Kosiński            | Artur Małecki                               | 2016–2018 (saisons 1–5)    |
| Kazimierz Kaczor           | Zygmunt Borecki                             | 2016–2018 (saisons 1–5)    |
| Małgorzata Niemirska       | Stanisława Borecka                          | 2016–2018 (saisons 1–5)    |
| Zdzisław Wardejn           | Michał Kryński                              | 2016–2018 (saisons 1–5)    |
| Jacek Braciak              | Ryszard Augustyniak                         | 2016–2018 (saisons 1–5)    |
| Krystyna Tkacz             | Jadwiga Frontczak                           | 2016–2018 (saisons 1–5)    |
| Agnieszka Judycka          | Alina                                       | 2016–2017 (saisons 1–2, 4) |
| Alan Włodarski             | Brandon                                     | 2017–2018 (saisons 3–5)    |
| Cezary Żak                 | Henryk Zieliński                            | 2016–2018 (saisons 2–5)    |
| Radosław Pazura            | Borys Kozłowski                             | 2017–2018 (saisons 3–5)    |
| Paweł Królikowski          | Dariusz Zubek                               | 2017 (saisons 3–4)         |
| Aleksandra Popławska       | Aniela                                      | 2018 (saison 5)            |
| Agnieszka Żulewska         | Marta                                       | 2018 (saison 5)            |
| Marcin Bosak               | Robert                                      | 2018 (saison 5)            |
| Jacek Poniedziałek         | Marek                                       | 2018 (saison 5)            |
| Karolina Gorczyca          | Kornelia                                    | 2018 (saison 5)            |
| Kamilla Baar-Kochańska     | Urszula Lipińska                            | 2018 (saison 5)            |
| Bartosz Porczyk            | Błażej                                      | 2018 (saison 5)            |
| Agnieszka Wielgosz         | Karolina                                    | 2018 (saison 5)            |
| Agata Obłąkowska           | Agnieszka                                   | 2018 (saison 5)            |
| Paulina Gałązka            | Iza                                         | 2018 (saison 5)            |
| Jakub Głukowski            | Patryk                                      | 2018 (saison 5)            |
| Marieta Żukowska           | Jagoda                                      | 2017 (saisons 3–4)         |
| Marcin Perchuć             | Keller – ojciec Filipa                      | 2017 (saison 4)            |
| Janusz Chabior             | Marek Szczepański, ojciec Justyny           | 2017 (saison 4)            |
| Justyna Wasilewska         | Szara                                       | 2017 (saison 4)            |
| Wiktoria Gorodeckaja       | Polina                                      | 2017–2018 (saisons 4–5)    |
| Maja Kwaśny                | Zosia                                       | 2017–2018 (saisons 4–5)    |
| Joanna Opozda              | Weronika                                    | 2017 (saison 4)            |
| Piotr Głowacki             | reżyser reality show „Sara Daymer intymnie” | 2017 (saison 4)            |
| Magdalena Kuta             | Ewelina, siostra Niny                       | 2017 (saison 4)            |
| Magdalena Turczeniewicz    | Mokrzycka                                   | 2017 (saison 4)            |
| Andrzej Deskur             | Mokrzycki                                   | 2017 (saison 4)            |
| Mateusz Banasiuk           | Jacek Wroński                               | 2017 (saison 3)            |
| Paweł Domagała             | Igor Szot                                   | 2016–2017 (saisons 1–3)    |
| Ewa Cecherz                | Kalinka Rak                                 | 2016–2017 (saisons 1–3)    |
| Maksymilian Balcerowski    | Jaś Rak                                     | 2016–2017 (saisons 1–3)    |
| Bartosz Opania             | Maciej Leonetti                             | 2017 (saison 3)            |
| Dorota Garstka             | Basia Borecka                               | 2017 (saison 3)            |
| Paulina Kapciak            | Basia Borecka                               | 2017 (saison 3)            |
| Wiktoria Pyzel             | Basia Borecka                               | 2017 (saison 3)            |
| Ewa Kasprzyk               | ona sama                                    | 2016 (saison 1)            |
| Karolina Korwin Piotrowska | ona sama                                    | 2016 (saison 1)            |
| Zbigniew Suszyński         | właściciel klubu „Raban”                    | 2016 (saison 1)            |
| Krzysztof Dracz            | adwokat Moniki                              | 2016 (saison 1)            |
| Olga Omeljaniec            | Klaudia                                     | 2016 (saison 1)            |
| Kamil Studnicki            | Dominik                                     | 2016 (saison 1)            |
| Sławomir Holland           | sędzia                                      | 2016 (saison 1)            |
| Dagmara Bąk                | policjantka                                 | 2016 (saison 1)            |
| Marek Kasprzyk             | policjant                                   | 2016 (saison 1)            |
| Mirosław Haniszewski       | reżyser                                     | 2016 (saison 1)            |
| Andrzej Blumenfeld         | ordynator                                   | 2016 (saisons 1–2)         |
| Hubert Urbański            | Ryszard Hein                                | 2016 (saison 2)            |
| Katarzyna Klich            | ona sama                                    | 2016 (saison 2)            |
| Henryk Gołębiewski         | Bronek                                      | 2016 (saisons 1–2)         |
| Jan Wieczorkowski          | Modest                                      | 2016 (saison 2)            |
| Bartosz Obuchowicz         | Dipol                                       | 2016 (saison 2)            |
| Magdalena Szczodrowska     | Basia Borecka                               | 2017 (saison 4)            |
| Natalia Szczodrowska       | Basia Borecka                               | 2017 (saison 4)            |
| Helena Wiśniewska          | Basia Borecka                               | 2017 (saison 4)            |
| Katarzyna Nosowska         | ona sama                                    | 2018 (saison 5)            |
| Igor Michalski             | ojciec Sary                                 | 2016–2017 (saisons 2–4)    |
| Małgorzata Pieńkowska      | matka Sary                                  | 2016–2017 (saisons 2–4)    |
| Jan Wojciechowski          | Dominik Daymer                              | 2016–2017 (saisons 2–4)    |
| Mikołaj Roznerski          | Kamil Maj                                   | 2016–2017 (saisons 2–4)    |
| Iwo Wiciński               | Filip                                       | 2017–2018 (saisons 4–5)    |
| Mia Starosz                | Basia Borecka                               | 2018 (saison 5)            |
| Nadia Korda                | Basia Borecka                               | 2018 (saison 5)            |

## Audience
Chaque épisode de la première saison de Druga szansa a été regardé par une moyenne de 2 054 065 millions de téléspectateurs (selon les données d'AGB Nielsen Media Research).
La deuxième saison a rassemblé en moyenne 1 722 195 millions de téléspectateurs. La production dramatique a eu de très bons résultats d'audience sur Player.pl. Les 13 épisodes de la deuxième série ont été visionnés plus de 6 millions de fois à ce jour. La troisième saison a été regardée par une moyenne de 1,86 million de personnes. Au moment de sa diffusion, TVN était le leader du marché de la télévision et les revenus publicitaires s'élevaient à 18,82 millions złotys (PLN). La série a également été un succès sur Player.pl.
Les trois premiers épisodes de la quatrième saison ont été regardés par une moyenne de 1,71 million de personnes, soit 80 000 de plus que l'année dernière. plus que la deuxième série.

## Récompenses et distinctions
- (en) Druga szansa: Awards, sur l'Internet Movie Database